# Варсама Хассан
Варсама Хассан Хуссейн (фр. Warsama Hassan Houssein; нар. 17 березня 1999, Джибуті, Джибуті) — джибутійський футболіст, правий захисник та півзахисник клубу «Арта/Соляр 7» та національної збірної Джибуті.

## Клубна кар'єра
Народився в місті Джибуті, столиці однойменної держави. Футболом розпочав займатися в скромному «Фрайтюр Спортс». У 2007 році приєднався до академії льєжського «Стандарду», де пройшов шлях від команд U-8 до U-16. Грав разом з Зіньйо Вангойсденом, Адрієном Бонджованні та Тібо Верлінденом. У 2015 році Варсамою зацікавився роттердамський «Феєнорд», але перехід до академії нідерландського клубу не відбувся оскільки нідерландський клуб не зміг домовитися зі «Стандардом» щодо суми компенсації за підготовку футболіста. Зрештою, того ж року перебрався до академії «Генка», де виступав протягом чотирьох років. Періодично тренувався разом з першою командою. Враховуючи конкуренцію з боку Сандера Берге та Ібрагіми Сека на його позиції, йому не вдалося пробитися в першу команду лімбуржців. 2 січня 2019 року підписав 2-річний контракт (з можливістю продовження ще на один рік) з клубом Першого аматорського дивізіону Бельгії «Серен». Дебютував за нову команду 12 січня 2019 року в переможному (1:0) поєдинку 17-го туру проти «Десселя». Загалом провів за «Серен» 7 матчів у чемпіонаті.
У жовтні 2020 року приєднався до «Середя» зі словацької Суперліги. Завдяки цьому переїзду став першим гравцем з Джибуті, який підписав контракт з клубом європейської вищої ліги, проте за команду не зіграв жодного офіційного матчу. У серпні 2021 року стало відомо, що Хассан підписав 1-річний контракт (з можливістю продовження ще на рік) із клубом мальтійської Прем’єр-ліги «Сліма Вондерерс». Дебютував за вище вказаний клуб 12 серпня 2021 року в програному (0:1) матчі проти «Бальцана». Загалом провів 3 матчі за мальтійський клуб.
1 червня 2022 року підписав контракт з джибутійським клубом «Арта/Соляр 7».

## Кар'єра в збірній
Виступав за юнацькі збірні Бельгії U-15, U-16 та U-17. У 2014 році провів три товариських матчі за збірну U-15, два — проти Туреччини та один — проти Італії. У квітні 2016 року провів один матч за юнацьку збірну U-17, товариський проти Чехії. У 2019 році Хассаном зв’язався тренер національної збірної Жюльєн Метте з федерації Джибуті, щоб запросити для участі у матчах кваліфікації чемпіонату світу 2022 року в Катарі. У футболці національної збірної Джибуті дебютував 4 вересня 2019 року у переможному (2:1) поєдинку кваліфікації чемпіонату світу проти Есватіні. У грудні 2019 року взяв участь у складі збірної Джибуті в Кубку КЕСАФА, турнірі країн Центральної та Східної Африки. Першим голом за національну команду відзначився 6 вересня 2021 року в програному (2:4) поєдинку проти збірної Нігеру.

## Статистика виступів

### Клубна
Станом на 10 серпня 2021 року.
| Сезон              | Команда            | Чемпіонат          | Чемпіонат | Чемпіонат | Нац. кубок | Нац. кубок | Нац. кубок | Конт. кубок | Конт. кубок | Конт. кубок | Інші кубки | Інші кубки | Інші кубки | Загалом | Загалом |
| Сезон              | Команда            | Змаг.              | Матчі     | Голи      | Змаг.      | Матчі      | Голи       | Змаг.       | Матчі       | Голи        | Змаг.      | Матчі      | Голи       | Матчі   | Голи    |
| ------------------ | ------------------ | ------------------ | --------- | --------- | ---------- | ---------- | ---------- | ----------- | ----------- | ----------- | ---------- | ---------- | ---------- | ------- | ------- |
| 2018-2019          | «Серен»            | 1Н                 | 4         | 0         |            | -          | -          |             | -           | -           |            | -          | -          | 4       | 0       |
| 2019-2020          | «Серен»            | 1Н                 | 3         | 0         |            | -          | -          |             | -           | -           |            | -          | -          | 3       | 0       |
| Загалом за «Серен» | Загалом за «Серен» | Загалом за «Серен» | 7         | 0         |            | -          | -          |             | -           | -           |            | -          | -          | 7       | 0       |
| 2020-2021          | «Середь»           | СЛ                 | 0         | 0         |            | -          | -          |             | -           | -           |            | -          | -          | 0       | 0       |
| 2021-2022          | «Сліма Вондерерс»  | ПЛ                 | 0         | 0         |            | -          | -          |             | -           | -           |            | -          | -          | 0       | 0       |
| Загалом за клуб    | Загалом за клуб    | Загалом за клуб    | 7         | 0         |            | -          | -          |             | -           | -           |            | -          | -          | 7       | 0       |

### У збірній

#### По роках
Станом на 2 вересня 2022 року
| національна збірна Джибуті | національна збірна Джибуті | національна збірна Джибуті |
| Рік                        | Матчі                      | Голи                       |
| -------------------------- | -------------------------- | -------------------------- |
| 2019                       | 8                          | 0                          |
| 2020                       | 0                          | 0                          |
| 2021                       | 6                          | 1                          |
| 2022                       | 4                          | 1                          |
| Загалом                    | 18                         | 2                          |

#### По матчах
| Дата       | Місто   | Господарі | Результат               | Гості    | Турнір                                  | Голи | Примітки |
| ---------- | ------- | --------- | ----------------------- | -------- | --------------------------------------- | ---- | -------- |
| 4-9-2019   | Джибуті | Джибуті   | 2 – 1                   | Есватіні | Відбір до ЧС 2022                       | -    | 90'      |
| 10-9-2019  | Манзіні | Есватіні  | 0 – 0                   | Джибуті  | Відбір до ЧС 2022                       | -    | 62'      |
| 9-10-2019  | Джибуті | Джибуті   | 1 – 1                   | Гамбія   | Відбір до Кубка африканських націй 2021 | -    |          |
| 13-10-2019 | Бакау   | Гамбія    | 1 – 1 д.ч. (3 - 2 п.п.) | Джибуті  | Відбір до Кубка африканських націй 2021 | -    |          |
| 7-12-2019  | Кампала | Джибуті   | 0 – 0                   | Сомалі   | Кубок КЕСАФА 2019 - 1-й раунд           | -    |          |
| 11-12-2019 | Кампала | Бурунді   | 1 – 2                   | Джибуті  | Кубок КЕСАФА 2019 - 1-й раунд           | -    |          |
| 13-12-2019 | Кампала | Еритрея   | 3 – 0                   | Джибуті  | Кубок КЕСАФА 2019 - 1-й раунд           | -    | 57'      |
| 15-12-2019 | Кампала | Уганда    | 4 – 1                   | Джибуті  | Кубок КЕСАФА 2019 - 1-й раунд           | -    |          |
| Усього     |         | Матчів    | 8                       |          | Голів                                   | 0    |          |

#### Голи за збірну
Рахунок та результат збірної Джибуті в таблиці подано на першому місці.
| №                                     | Дата           | Місце                                          | Суперник | Рахунок | Результат | Змагання                                        |
| ------------------------------------- | -------------- | ---------------------------------------------- | -------- | ------- | --------- | ----------------------------------------------- |
| 1.                                    | 6 вересня 2021 | Стадіон принца Мулая Абделлаха, Рабат, Марокко | Нігер    | 2–4     | 2–4       | кваліфікація чемпіонату світу 2022              |
| 2.                                    | 26 серпня 2022 | Марракеш, Марракеш, Марокко                    | Судан    | 1–3     | 1–4       | кваліфікація Чемпіонату африканських націй 2022 |
| Останнє оновлення 30 серпня 2022 року |                |                                                |          |         |           |                                                 |